# Ben Gazdic
Benjamin Gazdic (* 11. August 1987 in Toronto, Ontario) ist ein kanadisch-kroatischer Eishockeyspieler, der seit 2010 bei KHL Medveščak Zagreb in der Erste Bank Eishockey Liga unter Vertrag steht. Sein Bruder Luke ist ebenfalls ein professioneller Eishockeyspieler.   

## Karriere
Ben Gazdic begann seine Karriere als Eishockeyspieler in seiner kanadischen Heimat, in der er von 2004 bis 2006 je ein Jahr lang für die St. Michael’s Buzzers und Wexford Raiders in der Ontario Junior Hockey League aktiv war. Anschließend besuchte der Verteidiger vier Jahre lang die McGill University, für deren Eishockeymannschaft er parallel am Spielbetrieb der Canadian Interuniversity Sport teilnahm. 
Zur Saison 2010/11 wechselte der Kanadier mit kroatischem Pass zum KHL Medveščak Zagreb aus der Erste Bank Eishockey Liga und gab im Laufe der Spielzeit sein Debüt für Zagrebs Profimannschaft. Insgesamt bestritt er für den Hauptstadtklub 48 Spiele, in denen er vier Tore vorbereitete. Parallel kam er für die zweite Mannschaft Medveščaks in der Slohokej Liga zum Einsatz, in der er in vier Spielen ein Tor erzielte und zwei Vorlagen gab. Mit seiner Mannschaft gewann er in seinem Premierenjahr zudem den kroatischen Meistertitel.

## Erfolge und Auszeichnungen
- 2011 Kroatischer Meister mit dem KHL Medveščak Zagreb

## EBEL-Statistik
(Stand: Ende der Saison 2010/11)